# Маризи-Сент-Женевьев
Маризи-Сент-Женевье́в (фр. Marizy-Sainte-Geneviève) — коммуна во Франции, находится в регионе О-де-Франс. Департамент коммуны — Эна. Входит в состав кантона Виллер-Котре. Округ коммуны — Суасон.
Код INSEE коммуны — 02466.

## Население
Население коммуны на 2010 год составляло 130 человек.
| 1962 | 1968 | 1975 | 1982 | 1990 | 1999 | 2010 |
| ---- | ---- | ---- | ---- | ---- | ---- | ---- |
| 161  | 167  | 120  | 114  | 98   | 124  | 130  |

## Экономика
В 2010 году среди 93 человек трудоспособного возраста (15—64 лет) 57 были экономически активными, 36 — неактивными (показатель активности — 61,3 %, в 1999 году было 77,3 %). Из 57 активных жителей работали 49 человек (30 мужчин и 19 женщин), безработных было 8 (3 мужчин и 5 женщин). Среди 36 неактивных 12 человек были учениками или студентами, 12 — пенсионерами, 12 были неактивными по другим причинам.